# Coloncus
Coloncus là một chi nhện trong họ Linyphiidae.